# Coniosporium
Coniosporium ist die einzige Gattung  der einzigen Familie Coniosporiaceae der Schlauchpilze, die alleine die Ordnung Coniosporiales bilden.

## Merkmale
Bei den Coniosporiales handelt es sich um Arten, die keine Fruchtkörper ausbilden, es kommt also nur die Nebenfruchtform vor. Es gibt aber fruchtkörperähnliche Strukturen, die Conidiomata. Diese sind als Sporodochien ausgebildet. Diese sind polsterförmig, punktförmig, olivfarben bis schwarz. Das Myzel ist eingebettet. Die Konidienträger erheben sich aus einem Stroma, sie sind größer als die konidienbildende Zelle (Makronematisch), gerade bis gekrümmt, in dichten Haufen, unverzweigt, glatt oder gerunzelt bis warzig. Die konidienbildenden Zellen sind im Verbund, endständig, fast zylindrisch, teilen sich in Bruchstücke. Die Konidien sind in Ketten angeordnet und teilen sich. Sie sind elliptisch bis länglich, birnenförmig bis fast rundlich und sind blass bis dunkelbraun. Sie sind mauerförmig septiert und glatt bis warzig.

## Lebensweise
Die bekannten Arten der Coniosporiales leben saprob auf Boden bis Fels.

## Systematik und Taxonomie
Die Gattung Coniosporium wurde bereits 1809 von Johann Heinrich Friedrich Link erstbeschrieben. 2018 wurde sie noch zu den Hysteriaceae gestellt.  2019 dann  incertae sedis innerhalb der Dothideomycetes. 2020 wurde dann die Ordnung beschrieben. Sie besteht nur aus der Gattung Coniosporium mit rund 20 Arten, ist aber vermutlich polyphyletisch.